# Temporada 1956-57 de los Boston Celtics
La temporada 1956-57 fue la undécima de los Boston Celtics en la NBA. La temporada regular acabó con 44 victorias y 28 derrotas, clasificándose para los playoffs, en los que se proclamaron campeones por primera vez en su historia, tras derrotar en las Finales a los St. Louis Hawks.

## Elecciones en elDraft
| Ronda | Puesto | Jugador      | Posición  | Nacionalidad   | Universidad    |
| ----- | ------ | ------------ | --------- | -------------- | -------------- |
| T     | -      | Tom Heinsohn | Ala-Pívot | Estados Unidos | Holy Cross     |
| 2     | 13     | K. C. Jones  | Base      | Estados Unidos | San Francisco  |
| 4     | 29     | Dan Swartz   | Alero     | Estados Unidos | Morehead State |

## Temporada regular
| División Este           | División Este | División Este | División Este | División Este | División Este | División Este | División Este | División Este |
| Equipo                  | G             | P             | %             | PD            | Casa          | Fuera         | Neutral       | Div           |
| ----------------------- | ------------- | ------------- | ------------- | ------------- | ------------- | ------------- | ------------- | ------------- |
| x-Boston Celtics        | 44            | 28            | .611          | -             | 24-4          | 11-18         | 9-6           | 20-16         |
| x-Syracuse Nationals    | 38            | 34            | .528          | 6             | 23-9          | 9-15          | 6-10          | 20-16         |
| x-Philadelphia Warriors | 37            | 35            | .514          | 7             | 20-5          | 5–25          | 12-5          | 17-19         |
| New York Knicks         | 36            | 36            | .500          | 8             | 18-10         | 9-19          | 9-7           | 15-21         |

## Playoffs

### Finales de División
Boston Celtics vs. Syracuse Nationals
| Fecha       | Partido                                    | Ciudad   |
| ----------- | ------------------------------------------ | -------- |
| 21 de marzo | Boston Celtics 108, Syracuse Nationals 90  | Boston   |
| 23 de marzo | Syracuse Nationals 105, Boston Celtics 120 | Syracuse |
| 24 de marzo | Boston Celtics 83, Syracuse Nationals 80   | Boston   |
|             | Boston gana las series 3-0                 |          |

### Finales de la NBA
Boston Celtics - St. Louis Hawks
| Fecha       | Partido                                        | Ciudad    |
| ----------- | ---------------------------------------------- | --------- |
| 30 de marzo | Boston Celtics 123, St. Louis Hawks 135 (2 OT) | Boston    |
| 31 de marzo | Boston Celtics 119, St. Louis Hawks 99         | Boston    |
| 6 de abril  | St. Louis Hawks 100, Boston Celtics 98         | St. Louis |
| 7 de abril  | St. Louis Hawks 118, Boston Celtics 123        | St. Louis |
| 9 de abril  | Boston Celtics 124, St. Louis Hawks 109        | Boston    |
| 11 de abril | St. Louis Hawks 96, Boston Celtics 94          | St. Louis |
| 12 de abril | Boston Celtics 125, St. Louis Hawks 123 (2 OT) | Boston    |
|             | Boston gana las finales 4-3                    |           |

## Estadísticas
| Rk | Jugador          | Edad | P  | PT | MP   | TC  | TCI  | %TC  | 3P | 3PI | %3P | TL  | TLI | %TL  | RO | RD | RT   | AS  | RB | TAP | BP | FP  | PTS  |
| -- | ---------------- | ---- | -- | -- | ---- | --- | ---- | ---- | -- | --- | --- | --- | --- | ---- | -- | -- | ---- | --- | -- | --- | -- | --- | ---- |
| 1  | Bill Sharman     | 30   | 67 |    | 35.9 | 7.7 | 18.5 | .416 |    |     |     | 5.7 | 6.3 | .905 |    |    | 4.3  | 3.5 |    |     |    | 2.8 | 21.1 |
| 2  | Bob Cousy        | 28   | 64 |    | 36.9 | 7.5 | 19.8 | .378 |    |     |     | 5.7 | 6.9 | .821 |    |    | 4.8  | 7.5 |    |     |    | 2.1 | 20.6 |
| 3  | Tom Heinsohn     | 22   | 72 |    | 29.9 | 6.2 | 15.6 | .397 |    |     |     | 3.8 | 4.8 | .790 |    |    | 9.8  | 1.6 |    |     |    | 4.2 | 16.2 |
| 4  | Bill Russell     | 22   | 48 |    | 35.3 | 5.8 | 13.5 | .427 |    |     |     | 3.2 | 6.4 | .492 |    |    | 19.6 | 1.8 |    |     |    | 3.0 | 14.7 |
| 5  | Frank Ramsey     | 25   | 35 |    | 23.1 | 3.9 | 10.0 | .393 |    |     |     | 4.1 | 5.2 | .791 |    |    | 5.1  | 1.9 |    |     |    | 3.2 | 11.9 |
| 6  | Jim Loscutoff    | 26   | 70 |    | 31.7 | 4.4 | 12.7 | .345 |    |     |     | 1.9 | 2.7 | .706 |    |    | 10.4 | 1.3 |    |     |    | 3.5 | 10.6 |
| 7  | Jack Nichols     | 30   | 61 |    | 22.5 | 3.2 | 8.8  | .363 |    |     |     | 1.8 | 2.2 | .794 |    |    | 6.1  | 1.4 |    |     |    | 3.0 | 8.2  |
| 8  | Arnie Risen      | 32   | 43 |    | 21.7 | 2.8 | 7.1  | .388 |    |     |     | 2.5 | 3.6 | .679 |    |    | 6.7  | 1.2 |    |     |    | 3.8 | 8.0  |
| 9  | Dick Hemric      | 23   | 67 |    | 15.7 | 1.6 | 4.7  | .344 |    |     |     | 2.2 | 3.1 | .695 |    |    | 4.5  | 0.6 |    |     |    | 1.5 | 5.4  |
| 10 | Togo Palazzi     | 24   | 21 |    | 11.1 | 2.0 | 5.6  | .347 |    |     |     | 1.1 | 1.5 | .719 |    |    | 3.6  | 0.4 |    |     |    | 1.1 | 5.0  |
| 11 | Andy Phillip     | 34   | 67 |    | 22.0 | 1.6 | 4.1  | .379 |    |     |     | 1.3 | 2.0 | .642 |    |    | 2.7  | 2.5 |    |     |    | 1.8 | 4.4  |
| 12 | Lou Tsioropoulos | 26   | 52 |    | 12.9 | 1.5 | 4.9  | .309 |    |     |     | 1.3 | 1.7 | .775 |    |    | 4.0  | 0.6 |    |     |    | 2.6 | 4.4  |

## Galardones y récords
| Jugador      | Galardón                                               |
| Bob Cousy    | Mejor quinteto de la NBA MVP de la Temporada de la NBA |
| Bill Sharman | Mejor quinteto de la NBA                               |
| Tom Heinsohn | Rookie del Año de la NBA                               |